# Rodenhof (Gut)

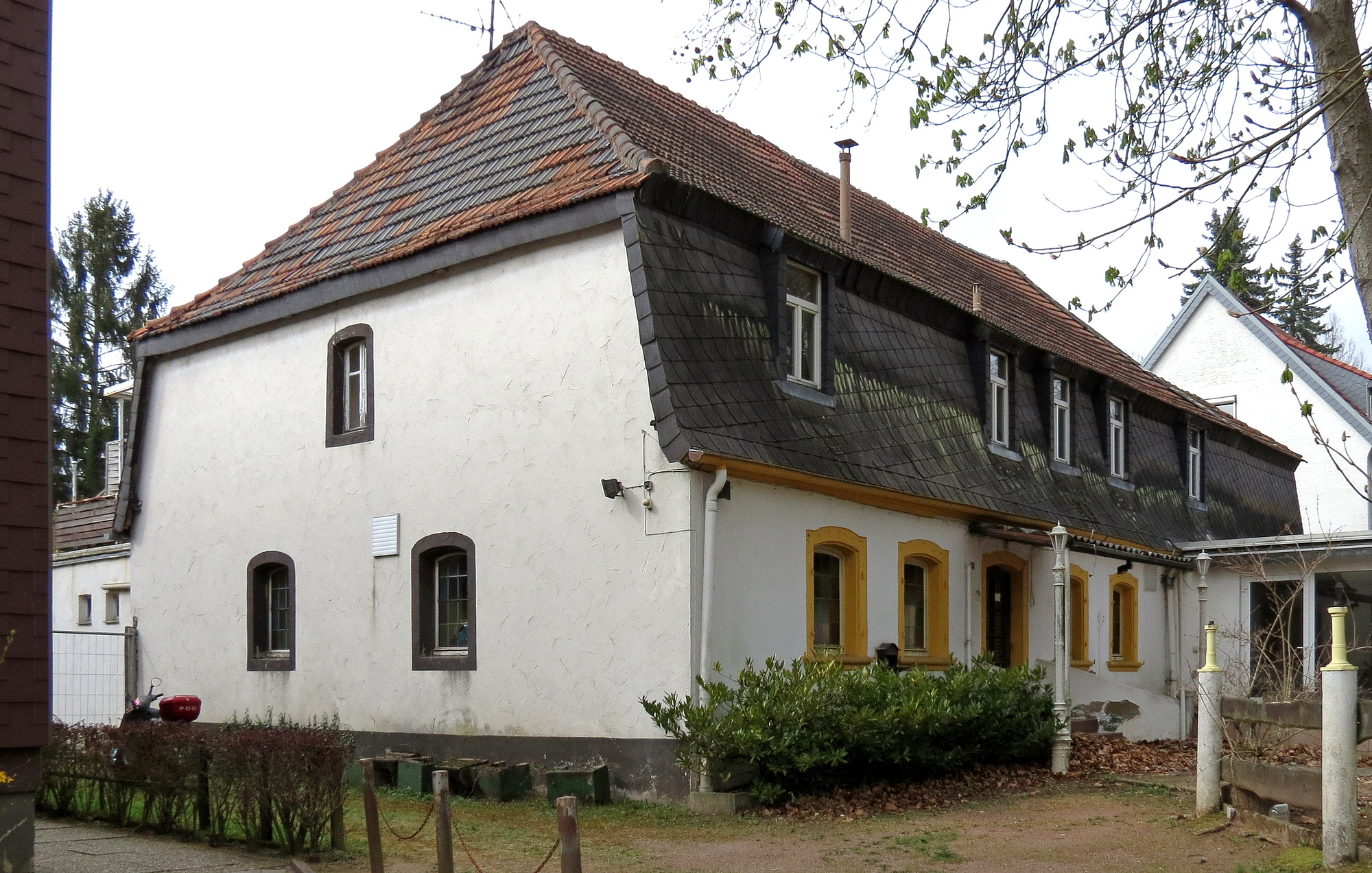
Der Rodenhof im Jahr 2012

Der Rodenhof ist ein ehemals landwirtschaftlicher Gutshof aus dem 18. Jahrhundert an der Grülingstraße 91 im Saarbrücker Stadtteil Rodenhof. Das einzige erhaltene Gebäude steht als Einzeldenkmal unter Denkmalschutz.

## Geschichte
Fürst Ludwig von Nassau-Saarbrücken ließ den Rodenhof um 1765 als landwirtschaftliches Gut errichten. Bis 1793 diente das Hofgebäude einem herrschaftlichen Förster als Dienstwohnung, dann ging der Hof in den Besitz der Stadt Malstatt-Burbach über. Im 19. Jahrhundert verkaufte die Stadt den Hof wieder. Mitte des 19. Jahrhunderts lebten hier die Familien Thieriet und Kaiser. 1872 wurde George Heckel als Besitzer des Rodenhofs genannt, den er durch die Hochzeit mit Marie Thierit erwarb. Als Beruf gab Heckel  „Wirth“ an. Vermutlich befand sich daher schon damals eine Gastwirtschaft im Rodenhof.
Nach dem Tode der Ehefrau im Jahr 1896, spätestens jedoch nach dem Tode Heckels 1899, gingen die Hofgebäude und die dazugehörigen Grundstücke in den Besitz des unter der Verwaltung der Stadt stehenden „Allgemeinen Armenfonds“ zur Errichtung einer Stiftung über. Dieses Vorhaben wurde aber wohl nicht verwirklicht, da der Hof schon 1900 an einen Landwirt verpachtet wurde, der auch die Gastwirtschaft weiter führte. Später erwarb der Industrielle Eduard Sehmer das Hofgut mit seinen Grundstücken und errichtete 1926 nördlich davon die „Villa Sehmer“ (später „Villa Breit“). Die Familie versuchte auch, das beliebte Ausflugslokal aufzuwerten, und errichtete 1925 eine Kegelbahn. 1928 wurde der Wiederaufbau der früheren Waldschule beantragt und neben dem Hofgebäude als Anbau errichtet, der nicht nur als Schule, sondern auch für die Sommerwirtschaft genutzt wurde.

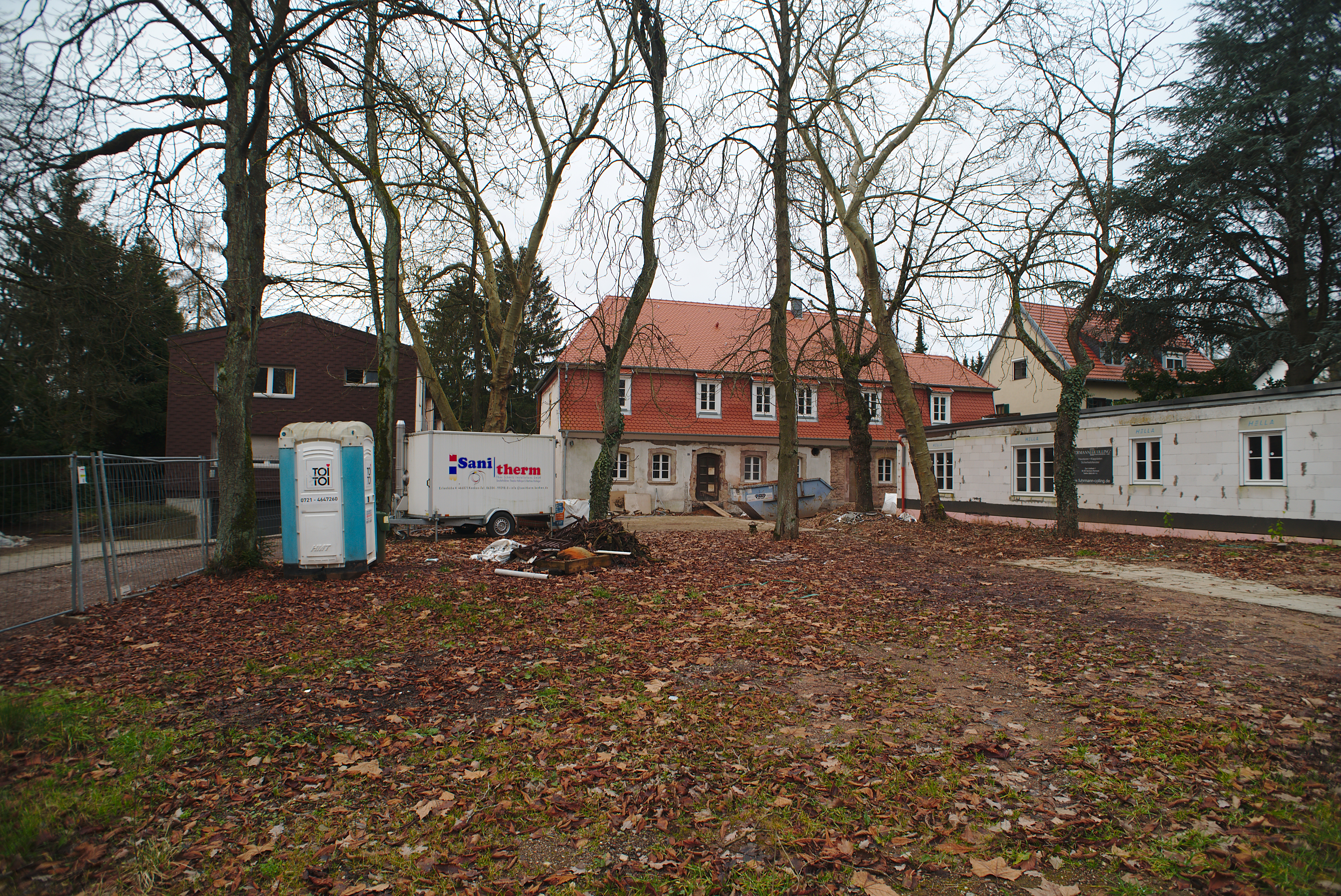
Renovierungsarbeiten Anfang 2020 an dem Gebäude

Verschiedene Pächter führten den Gastwirtschaftsbetrieb im 20. Jahrhundert weiter. Bis 2006 war der „Historische Rodenhof“ ein beliebtes Ausflugslokal mit Biergarten. Immer wieder wurde das Restaurant in dieser Zeit umgebaut und erweitert. Nach Streitigkeiten zwischen dem Hausbesitzer und dem letzten Pächter kündigte dieser den Pachtvertrag. Seither steht das Gebäude leer. Im April 2018 wurden die Arbeiten zur Sanierung des Gebäudes wieder aufgenommen. Bauherr ist die Globus-Stiftung. Ab 2019 soll in dem Gebäude eine Beratungsstelle für Frauen in Not untergebracht werden.

## Architektur
Der langgezogene Barockbau mit Krüppel-Walmdach und Mansarde wurde um 1765 im Stil des Barock erbaut, ist aber weniger prunkvoll als die Bauten Friedrich Joachim Stengels in der Innenstadt. Der ursprünglich schmale Sockel, der durch die Nord-Süd-Hanglage des Gebäudes entstand, ist heute nur noch auf der Südseite sichtbar. Aufgrund eines langen neueren Anbaus an der Nordostecke ist die ursprüngliche Zahl der Fensterachsen nicht mehr erhalten. Während die Fenster in der Mansarde axialsymmetrisch sind, ist das Erdgeschoss leicht nach Süden versetzt unsymmetrisch. Zwischen jeweils zwei Segmentbogenfenstern liegt der Eingang zum Haus. Fenster und Türen sind hier in Sandstein gerahmt. Die Mansarde ist mit Schiefer gedeckt, das Dach in roten Ziegeln. Sowohl im Norden, als auch im Westen wurde das Kerngebäude um Anbauten ergänzt. Die Wirtschaftsgebäude hinter dem Haus sind nicht mehr erhalten.